# Prionodera
Prionodera es un género de escarabajos  de la familia Chrysomelidae. En 1837 Chevrolat describió el género. Contiene las siguientes especies:
- Prionodera adiastola Flowers, 2004
- Prionodera arimanes Flowers, 2004
- Prionodera dichroma Flowers, 2004
- Prionodera esmeralda Flowers, 2004
- Prionodera furcada Flowers, 2004
- Prionodera gaiophanes Flowers, 2004
- Prionodera nila Flowers, 2004